# Las Guásimas, Michoacán de Ocampo
Las Guásimas är en ort i Mexiko.   Den ligger i kommunen Jungapeo och delstaten Michoacán de Ocampo, i den södra delen av landet, 150 km väster om huvudstaden Mexico City. Las Guásimas ligger 1 433 meter över havet och antalet invånare är 101.
Terrängen runt Las Guásimas är lite bergig. Runt Las Guásimas är det tätbefolkat, med 257 invånare per kvadratkilometer. Närmaste större samhälle är Heróica Zitácuaro, 18,4 km öster om Las Guásimas. I omgivningarna runt Las Guásimas växer huvudsakligen savannskog.